# Negaprion
Negaprion är ett släkte av hajar. Negaprion ingår i familjen revhajar.
Arter enligt Catalogue of Life:
- Negaprion acutidens
- Citronhaj (Negaprion brevirostris)

I släktet blev även en utdöd art beskriven som fick det vetenskapliga namnet Negaprion eurybathrodon.

## Utseende
Dessa hajar når ofta en längd av 150 till 300cm och en vikt av upp till 180kg. Kroppsfärgen är vanligen gulgrå vad som utgör ett kamouflage över sandiga havsbottnar. Hos några exemplar förekommer olivgröna, gråa eller gulbruna nyanser i kroppsfären. Tydliga fläckar eller andra mönster saknas. Det breda huvudet kännetecknas av en stor mun.

## Utbredning
Den vassfenade citronhaj (Negaprion acutidens) lever i Indiska oceanen och i tillhörande bihav från Röda havet och Afrikas östra kustlinje till den sydostasiatiska övärlden och till Australien. Arten når även Nya Guinea och några öar i västra Stilla havet. Citronhajen (Negaprion brevirostris) förekommer i tropiska delar av Atlanten samt vid Nord- och Sydamerika även i tempererade delar av oceanen från norra USA till Brasilien. En avskild population hittas i östra Stilla havet, främst vid Centralamerika.

## Ekologi
Individerna når vanligen ett djup av 50 meter och ibland dyker de till ett djup av 200 meter. Ofta är ryggfenan synlig när de simmar tät under havsytan. Släktets medlemmar dokumenteras ofta i vikar, mangrove och atoller. Vanligen föds ungarna i dessa områden. Den första tiden efter födelsen stannar ungarna i en region kring födelseplatsen som har en diameter av ungefär 20 km. Vuxna exemplar kan vandra långa sträckor av flera tusen kilometer.
Släktets medlemmar blir könsmogna när de är cirka 13 år gamla och 225 cm (hanar) respektive 235 cm (honor långa). Under varje parningstid kan en hona para sig med flera hanar. Efter dräktigheten som varar i 10 till 12 månader föder honan 4 till 17 ungar per kull. De är vid födelsen 55 till 60 cm långa. Enligt uppskattningar kan individerna leva 27 till 30 år.
Dessa hajar bildar vanligen grupper med cirka 20 medlemmar. Ungdjur har främst benfiskar, kräftdjur och bläckfiskar som föda. Äldre exemplar äter dessutom andra broskfiskar (inklusive andra hajar) och ibland fåglar som vilar på havsytan.